# 大鼻野鯪
大鼻野鯪，為輻鰭魚綱鯉形目鯉科的其中一個種。分布於非洲剛果河中游流域，本魚嘴唇有橫跨的皺摺； 吻尖與非常突出，眼小，背鰭軟條10至11枚；脊椎骨31至32個，體長可達19公分。

## 扩展阅读
維基物種上的相關：大鼻野鯪